# Медаль Артура Беккера
Медаль Артура Беккера (нем. Artur-Becker-Medaille) — высшая награда Союза свободной немецкой молодёжи ГДР.

## История создания
Медаль была создана Центральным Советом Союза свободной немецкой молодёжи в 1959 году в трёх степенях. Названа в честь политика Артура Беккера.

## Правила награждения
Медалью Артура Беккера награждались как отдельные лица, так и коллективы по решению Центрального Совета Союза свободной немецкой молодёжи за выдающиеся достижения в социалистической молодёжной организации.

## Описание медали
Позолоченная, посеребренная или бронзовая, с тиснением без ободка. Диаметр 32 мм. На лицевой стороне — голова Артура Беккера и надпись Artur Becker. По обеим сторонам голову обрамляют лавровые ветви. На реверсе монеты надпись: FÜR DIE SOZIALISTISCHE ZUKUNFT UNSERER JUGEND (ЗА СОЦИАЛИСТИЧЕСКОЕ БУДУЩЕЕ НАШЕЙ МОЛОДЕЖИ).

## Галерея
- Оборотная сторона медали
- Председатель ЛДПГ Манфред Герлах вручает офицеру внутренних войск медаль Артура Беккера за выполнение мероприятий по обеспечению безопасности границы (29 августа 1968 года).